# 孝德皇陵
孝德皇陵东汉汉安帝的父亲清河王刘庆的陵墓。
孝德皇陵在今山东省临清市东北，汉安帝父清河孝王刘庆葬处，在清河县东南三十里，谓之英陵。帝母左小娥葬于县东北角，名甘陵。东汉安帝以孝德皇后葬于厝县，陵名甘陵，县亦改名甘陵，为清河国治所。148年，改清河国设甘陵国，206年国除，改置甘陵郡。